# Descritor de implantação
Um descritor de implantação (DI) refere-se à um arquivo de configuração para um artefato que é implantado para algum container/motor.
Na Plataforma Java, Enterprise Edition, um descritor de implantação descreve como um componente, módulo ou aplicação (como uma aplicação web ou uma aplicação corporativa) deve ser implantada. Ele controla uma ferramente de implantação para implantar um módulo ou aplicação com opções de container específicas, configurações de segurança e descreve requerimentos de configuração específicos. A XML é usada para a sintaxe destes arquivos de descritor de implantação.
Para aplicações web, o descritor de implantação pode ser chamado de web.xml e deve residir em um diretório WEB-INF na raiz da aplicação web. Para aplicações Java EE, o descritor de implantação deve ser chamado de application.xml e deve ser colocado diretamente no diretório META-INF no nível topo do arquivo .ear da aplicação.